# Juan Carlos Morrone
Juan Carlos Morrone, im italienischen Sprachraum Giancarlo Morrone (* 5. Februar 1941 in Buenos Aires) ist ein ehemaliger argentinisch-italienischer Fußballspieler und späterer -trainer. Als Aktiver schon lange in Italien für Lazio Rom, den AC Florenz, die US Foggia sowie die US Avellino aktiv, arbeitete er später als Coach ausschließlich in Europa und war hierbei vor allem lange im Trainerstab von Lazio Rom zu finden.

## Spielerkarriere
Juan Carlos Morrone wurde am 5. Februar 1941 in der argentinischen Hauptstadt Buenos Aires geboren und begann mit dem Fußballspielen beim dort angesiedelten Club Atlético Platense. Bei Platense spielte Morrone zunächst in der Jugend und wurde 1958 schließlich in die erste Mannschaft des Zweitligisten aufgenommen. Mit CA Platense spielte Juan Carlos Morrone drei Spielzeiten lang in der zweiten argentinischen Fußballliga und erzielte in dieser Zeit durchaus respektable 46 Treffer. Damit erregte er die Aufmerksamkeit des italienischen Erstligisten Lazio Rom, der Juan Carlos Morrone zur Saison 1960/61 unter Vertrag nahm.
Allerdings stieg Morrone mit Lazio Rom gleich in seinem ersten Jahr beim neuen Arbeitgeber als Tabellenletzter der Serie A 1960/61 in die Serie B ab. Auch dort wurde nur Tabellenplatz vier erreicht und damit der direkte Wiederaufstieg knapp um einen Punkt gegenüber dem FC Modena verpasst. 1962/63 gelang dieses Unternehmen dann jedoch und Lazio Rom kehrte mit Stürmer Juan Carlos Morrone nach zwei Jahren Abwesenheit wieder in die erste italienische Fußballliga zurück. In der Serie B wurde der dritte Platz belegt mit drei Punkten Vorsprung auf den ersten Nichtaufstiegsplatz, belegt vom AC Brescia. Mit Platz neun konnte man sich in der Serie A 1963/64 auch souverän den Klassenerhalt sichern. Nach Ende der Erstligaspielzeit 1963/64 verließ Juan Carlos Morrone Lazio Rom nach vier Jahren und 114 Ligaspielen mit 31 Torerfolgen und wechselte zum Spitzenverein AC Florenz. In Florenz verbrachte der gebürtige Argentinier mit Spitzname El Gaucho die kommenden zwei Spielzeiten als Stammspieler und verbuchte in dieser Zeit 61 Ligaeinsätze mit dreizehn Torerfolgen. Neben Platz vier und fünf in den beiden Erstligaspielzeiten schaffte Morrone mit der Fiorentina in der Coppa Italia 1965/66 den Einzug ins Finale, nachdem nacheinander der CFC Genua, die US Palermo, CC Catania der AC Mailand sowie Inter Mailand ausgeschaltet wurden. Im Endspiel traf Florenz auf den Underdog US Catanzaro, dem überraschend der Finaleinzug geglückt war und der dem haushohen Favoriten einen starken Kampf abverlangte. Ohne Juan Carlos Morrone, der im Finale nicht eingesetzt wurde, setzte sich der AC Florenz erst in der Verlängerung mit 2:1 gegen Catanzaro durch.
Juan Carlos Morrone kehrte im Sommer 1966 zu Lazio Rom zurück und verbrachte bei den Laziali die folgenden fünf Jahre seiner Laufbahn. In dieser Zeit durchlief der Verein eine sehr schwierige Phase, die in zwei Abstiegen aus der Serie A in den Jahren 1967 und 1971 mündete. Nach dem Abstieg in der Saison 1966/67 wurde gar nur Rang elf in der darauf folgenden Serie-B-Spielzeit belegt. Juan Carlos Morrone war während dieser Phase der Vereinsgeschichte Stammspieler von Lazio Rom und verbuchte zwischen 1966 und 1971 125 Ligaeinsätze, in denen ihm für einen Stürmer durchaus etwas maue sechzehn Treffer gelangen. 1971 schloss sich der mittlerweile eingebürgerte Morrone der US Foggia, die soeben zusammen mit Lazio Rom aus der Serie A abgestiegen war. Morrone spielte zwei Jahre in Foggia Fußball und machte in dieser Zeit 43 Ligaspiele mit vier Toren. In der Saison 1972/73 war er Teil der Mannschaft der US Foggia, die als Dritter der Serie B hinter dem CFC Genua und dem AC Cesena den Wiederaufstieg in die Serie A schaffte. Allerdings war Juan Carlos Morrone da schon nicht mehr so wirklich Stammkraft im Team von Trainer Lauro Toneatto. Nach dem Aufstieg mit der US Foggia ging Morrone noch für zwei Jahre zum aufstrebenden kampanischen Klub US Avellino, wo er von 1973 bis 1975 26 Ligaspiele machte und dabei kein Tor erzielte. 1975 beendete Juan Carlos Morrone seine Spielerkarriere im Alter von 35 Jahren.

## Trainerkarriere
Nach dem Ende seiner Spielerkarriere gehörte Juan Carlos Morrone lange Zeit von 1975 bis 1987 dem Trainerstab von Lazio Rom an. Dabei arbeitete er in diversen Funktionen, so auch 1983 für kurze Zeit als Trainer der ersten Mannschaft. Diese befand sich gegen Ende der Serie B 1982/83 im Rennen um den Aufstieg, als Trainer Roberto Clagluna nach 33 Spieltagen überraschend entlassen wurde. Die Vereinsführung präsentierte das Trainergespann Juan Carlos Morrone und Roberto Lovati als Nachfolgelösung, mit der schließlich als Tabellenzweiter der Aufstieg gelang. Zur neuen Saison blieb Morrone als alleiniger Trainer übrig und führte Lazio zu Beginn der Serie A 1983/84. Nach zwölf Spieltagen wurde er jedoch wegen Erfolglosigkeit entlassen und durch Paolo Carosi, ebenfalls ehemaliger Spieler Lazios, ersetzt, der den Klassenerhalt knapp erreichen konnte. Daraufhin kehrte Morrone wieder in den Trainerstab des Vereins zurück, dem er bis 1987 angehörte. In jenem Jahr wechselte Morrone in den Trainerstab des SSC Neapel und wirkte bis 1991 als Jugendcoach des SSC, der damals seine erfolgreichste Phase überhaupt in der Vereinsgeschichte erlebte. 
Nachdem er von 1991 an bis 1993 Jugendtrainer des AS Lodigiani, übernahm Juan Carlos Morrone 1993 den Posten des Cheftrainers bei dem Verein, arbeitete dort jedoch nur kurz. Es folgten diverse Stationen im vornehmlich drittklassigen Fußball Italiens. So beispielsweise trainierte Morrone von 1997 bis 1998 den FC Crotone, in der Saison darauf die US Catanzaro oder von 2002 bis 2004 erneut Lodigiani. Großartige Erfolge waren ihm in seiner Trainerlaufbahn jedoch nicht vergönnt.

## Erfolge

### Als Spieler
- Mitropapokal: 1×

1966 mit dem AC Florenz
- Alpenpokal: 1×

1971 mit Lazio Rom
- Italienischer Pokalsieg: 1×

1965/66 mit dem AC Florenz
- Aufstieg in die Serie A: 3×

1962/63 und 1968/69 mit Lazio Rom
1972/73 mit der US Foggia

### Als Trainer
- Campionato Primavera: 1×

1986/87 mit Lazio Rom
- Aufstieg in die Serie A: 1×

1982/83 mit Lazio Rom